# NGC 6878A
NGC 6878A (другие обозначения — PGC 64314, ESO 284-29, MCG -7-41-13) — спиральная галактика с перемычкой (SBb) в созвездии Стрелец.
Этот объект не входит в число перечисленных в оригинальной редакции «Нового общего каталога» и был добавлен позднее.